# Бобров (Словаччина)
Бобров (словац. Bobrov) — село, громада округу Наместово, Жилінський край. Кадастрова площа громади — 25,64 км².
Населення 1888 осіб (станом на 31 грудня 2018 року).

## Історія
Бобров згадується 1550 року.

## Географія
Протікають річки 
- Бобровец
- Ж'яровий Кривань
- Поляновий Кривань[7][8][9].

## Населення
| Рік:            | 1994. | 2004.   | 2014.    | 2024.    |
| --------------- | ----- | ------- | -------- | -------- |
| Кількість осіб: | 1441  | 1530    | 1739     | 2084     |
| Різниця:        |       | +6,17 % | +13,66 % | +19,83 % |

| Рік:            | 2023. | 2024.   |
| --------------- | ----- | ------- |
| Кількість осіб: | 2042  | 2084    |
| Різниця:        |       | +2,05 % |